# 德龙中心医院站
德龙中心医院站是法国北部里尔欧洲都会区的一个地铁车站，是里尔地铁2号线的东北侧起点站，圖爾寬市镇范围内，自2000年10月27日起开放。

## 位置
德龙中心医院站（50°44'24"N, 3°10'48"E）位于圖爾寬境内，靠近德龙中心医院并由此而得名。

## 设施
德龙中心医院站为一个地下车站，通过自动扶梯连接地面，设有自动售票机、电子显示器、屏蔽门等设施。

## 站台设置
| 西↑ |      |                      |
|     | 侧式 |                      |
|     |      | 洛姆-圣菲利贝尔方向← |
|     |      | （终点，仅下客）→    |
|     | 侧式 |                      |
| 东↓ |      |                      |

## 配套交通

### 城市公共交通
| 德龙中心医院站附近的公共交通线路 |              |            |
| 公交车站名称                     | 位置         | 停靠线路   |
| CH Dron 德龙中心医院             | 地名公交车站 | L8 CTIT Z1 |

### 社会车辆
德龙中心医院站附近设有社会车辆停车场。

## 临近车站
| 上一站                  | 里尔地铁 | 里尔地铁      | 里尔地铁 | 下一站 |
| ----------------------- | -------- | ------------- | -------- | ------ |
| 勃艮第往洛姆-圣菲利贝尔 |          | 里尔地铁2号线 |          | 起訖站 |